# Noć vještica 2 (2009.)
Noć vještica 2  američki je horor film redatelja  Roba Zombiea iz 2009. godine. Nastavak je filma  Noć vještica iz 2007. godine koji je remake  istoimenog filma iz 1978. godine.